# ماثيو إم. جويس
ماثيو إم. جويس (بالإنجليزية: Matthew M. Joyce)‏ هو محامي وقاضي أمريكي، ولد في 29 أبريل 1877 في إميستسبيرغ في الولايات المتحدة، وتوفي في 12 يناير 1956 في مقاطعة هينيبين في الولايات المتحدة.